# Секретные Мстители
Секретные Мстители или Тайные Мстители (англ. Secret Avengers) — серия комиксов издательства Marvel Comics об одноимённой суперкоманде. Серия дебютировала в июле 2010 года и рассказывает о новой версии Мстителей, Секретных Мстителях, под руководством Стива Роджерса, бывшего Капитана Америки. Серия является частью сюжетной линии «Эра героев».

## История публикаций
Писатель Эд Брубекер и Художник Майк Деодато были назначены в качестве творческой группы для создания серии о новой команде под названием Секретные Мстители. Первый тизер готовящейся серии был представлен в феврале 2010 года, а сама серия конце мая 2010 (дата на обложке — июль 2010). По поводу нового названия, Брубейкер сказал: 

«Секретные Мстители определенно будут заниматься шпионажем под влиянием сюжетов Стеранко, а также использовать сумасшедшие технологии Кирби. Я не думаю, что это будет в большей степени мыльная опера. Я надеюсь почувствовать отличия от любой другой команды Мстителей за всё время существования.» — Эд Брубейкер

## Состав команды

### Первоначальные члены команды
| Персонаж             | Настоящее имя                      | Вступил в команду             | Примечание |
| -------------------- | ---------------------------------- | ----------------------------- | --- |
| Капитан Стив Роджерс | Стивен Роджерс                     | Secret Avengers #1 (май 2010) | Текущий лидер основной команды Мстителей (как Капитан Америка). Оставил эту команду в Secret Avengers #22 |
| Зверь                | Доктор Генри Филлип «Хэнк» МакКой  | Secret Avengers #1 (май 2010) | Покинул команду в Secret Avengers #37 |
| Воитель              | Джеймс «Роуди» Роудс               | Secret Avengers #1 (май 2010) | Появился в качестве члена в Secret Avengers #21 |
| Валькирия            | Брунгильда                         | Secret Avengers #1 (май 2010) | Покинула команду в Secret Avengers #37 |
| Лунный рыцарь        | Марк Спектор                       | Secret Avengers #1 (май 2010) | |
| Чёрная вдова         | Наталия Романова (Наташа Романофф) | Secret Avengers #1 (май 2010) | Оставила команду в Secret Avengers #32 из-за подозрений об Эрике О'Грейди. Восстанавливает команду в Secret Avengers #34 |
| Агент 13             | Шэрон Картер                       | Secret Avengers #1 (май 2010) | Покинула команду вместе со Стивом Роджерсом. |
| Человек-муравей      | Эрик О’Грэйди                      | Secret Avengers #1 (май 2010) | Предположительно убит в Secret Avengers #23. Показан живым в Secret Avengers #24. Отмечено, что тайно заменяется роботом в Secret Avengers #25. Обстоятельства относительно того, мертв или нет О'Грейди остаются неясными. Подтвержден как двойной агент в #30, контролируемый «Отцом». |
| Нова                 | Ричард Райдер                      | Secret Avengers #1 (май 2010) | Считается погибшим в серии The Thanos Imperative. |

### Наёмные убийцы
| Персонаж         | Настоящее имя           | Вступил в команду                   | Примечание |
| ---------------- | ----------------------- | ----------------------------------- | --- |
| Соколиный глаз   | Клинт Бартон            | Secret Avengers #21.1 (январь 2012) | Бывший лидер Секретных Мстителей. Покидает команду в Secret Avengers Vol. 2 #16. Восстанавливает команду в Secret Avengers Vol. 3 #3. |
| Капитан Британия | Брайан Брэддок          | Secret Avengers #22 (февраль 2012)  | Покинули команду в Secret Avengers #37                                                                                                |
| Человек-факел    | Джим Хаммонд (пришелец) | Secret Avengers #22 (февраль 2012)  | Покинули команду в Secret Avengers #37                                                                                                |
| Гигант           | Генри «Хэнк» Пим        | Secret Avengers #22 (февраль 2012)  | Покинули команду в Secret Avengers #37                                                                                                |
| Агент Веном      | Флэш Томпсон            | Secret Avengers #23 (февраль 2012)  | Покинули команду в Secret Avengers #37                                                                                                |

## Коллекционные издания
Вышедшие выпуски серии были собраны в коллекционное издание в твёрдой обложке:
| Название                                                                 | Включенные выпуски                                                             | ISBN                 | Дата выхода     |
| ------------------------------------------------------------------------ | ------------------------------------------------------------------------------ | -------------------- | --------------- |
| Secret Avengers, Vol. 1: Mission to Mars                                 | Secret Avengers #1-5                                                           | ISBN 0785145990      | 19 января 2011  |
| Secret Avengers, Vol. 2: Eyes of the Dragon                              | Secret Avengers #6-12                                                          | ISBN 0785146016      | 6 июля 2011     |
| Fear Itself: Secret Avengers                                             | Secret Avengers #12.1, 13–15; Fear Itself: Black Widow #1                      | ISBNT 078515177X     | 22 февраля 2012 |
| Secret Avengers, Vol. 3: Run the Mission, Don't Get Seen, Save the World | Secret Avengers #16–21                                                         | ISBNT 0785152555     | 11 апреля 2012  |
| Secret Avengers by Rick Remender Vol. 1: The Descendants                 | Secret Avengers #21.1, 22–25                                                   | ISBNT 078516118X     | 8 августа 2012  |
| Secret Avengers by Rick Remender Vol. 2: Avengers vs. X-Men              | Secret Avengers #26–32                                                         | ISBNT 0785161201     | декабрь 2012    |
| Secret Avengers by Rick Remender Vol. 3                                  | Secret Avengers #33-37                                                         | ISBNT 078516122      | апрель 2013     |
| Secret Avengers Vol. 1: Reverie                                          | Secret Avengers Vol. 2 #1-5, материал из Marvel Now! Пункт 1                   | ISBNT 978-0785166887 | сентябрь 2013   |
| Secret Avengers Vol. 2: Iliad                                            | Secret Avengers Vol. 2 #6-11                                                   | ISBNT 978-0785166894 | март 2014       |
| Secret Avengers Vol. 3: How to MA.I.M. a Mockingbird                     | Secret Avengers Vol. 2 #12-16                                                  | ISBNT 978-0785184829 | май 2014        |
| Secret Avengers Vol. 1: Let's Have a Problem                             | Secret Avengers Vol. 3 #1-5, Original Sin: Secret Avengers Infinite Comic #1-2 | ISBNT 978-0785190523 | ноябрь 2014     |
| Secret Avengers Vol. 2: The Labyrinth                                    | Secret Avengers Vol. 3 #6-10                                                   | ISBNT 978-0785190530 | март 2015       |
| Secret Avengers Vol. 3: God Level                                        | Secret Avengers Vol. 3 #11-15                                                  | ISBNT 978-0785197102 | июль 2015       |